# Nœud d'hameçon
Le nœud d'hameçon est principalement utilisé pour attacher un hameçon à un bas de ligne. C'est un nœud qui ne glisse pas sur un fil de nylon.
Il existe une multitude de nœuds pour attacher un hameçon, les principaux utilisés sont le nœud de Grinner, les nœuds à palettes, le nœud de Snell et le nœud sans nœud très employé pour la pêche de la carpe à la bouillette. En anglais britannique, on parle d'un Grinner knot ; en anglais américain, le nœud est appelé uni-knot ou uni knot (pour universal knot, du fait qu'il reste fixe avec tout type de fil à pêche monofilament).

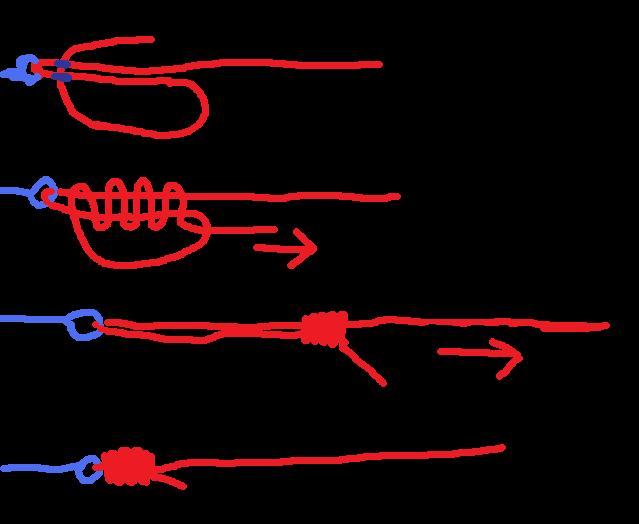
Réalisation du nœud